# Cubilete Número Dos
Cubilete Número Dos är en ort i Mexiko.   Den ligger i kommunen Guasave och delstaten Sinaloa, i den västra delen av landet, 1 200 km nordväst om huvudstaden Mexico City. Cubilete Número Dos ligger 8 meter över havet och antalet invånare är 431.
Terrängen runt Cubilete Número Dos är mycket platt. Runt Cubilete Número Dos är det ganska tätbefolkat, med 100 invånare per kvadratkilometer. Närmaste större samhälle är Guasave, 19,7 km nordost om Cubilete Número Dos. Omgivningarna runt Cubilete Número Dos är i huvudsak ett öppet busklandskap.